# Fuel Records
Fuel Records war ein italienisches Musiklabel mit Sitz in Mailand. Es wurde im Jahr 2000 initiiert und veröffentlichte – laut Angaben auf der eigenen Website – zuletzt 2018 neue Tonträger. Bedient wurden die Genres Hard Rock und Heavy Metal.

## Veröffentlichungen (Auswahl)
- Dark Lunacay – The Rain After the Snow (2016)
- Death SS – Black Mass (2012, Wiederveröffentlichung)
- Extrema – The Seed of Foolishness (2013)
- Folkstone – Damnati Ad Metalla (2010)
- Revenge – Survival Instinct (2014)
- Tribuzy – Execution (2005)